# Cussonia paniculata

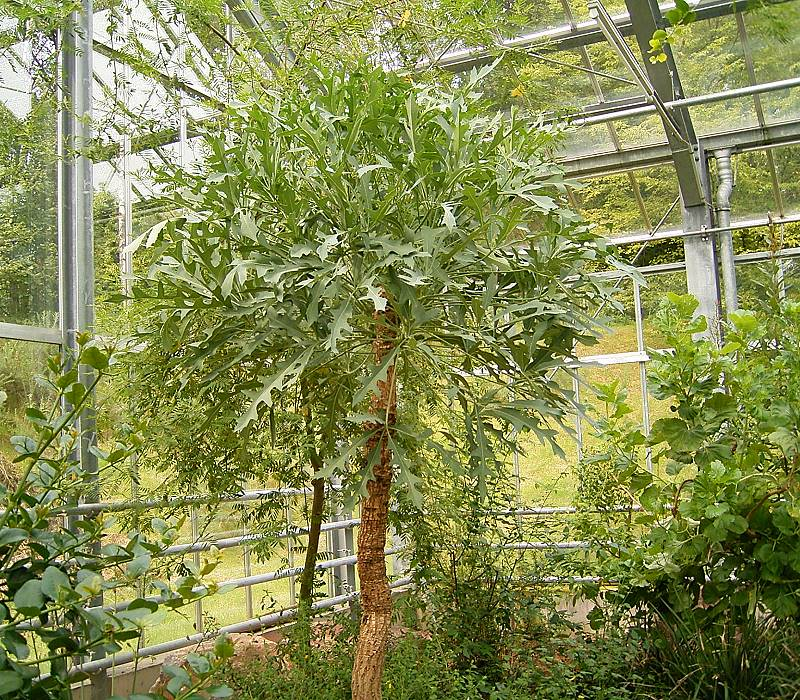
Cussonia paniculata cultivada.

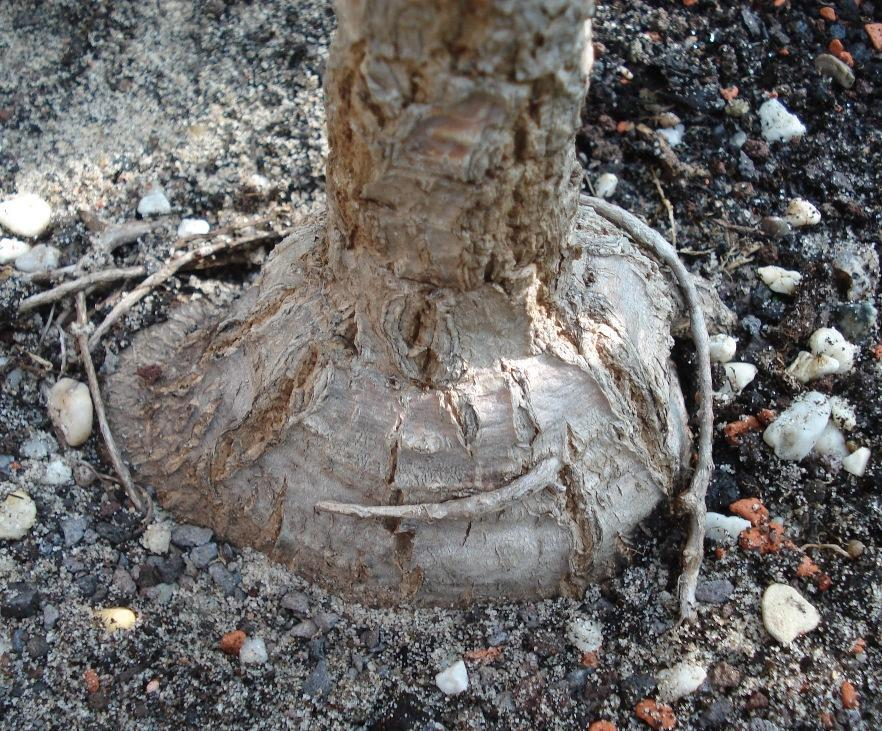
Lignotuber

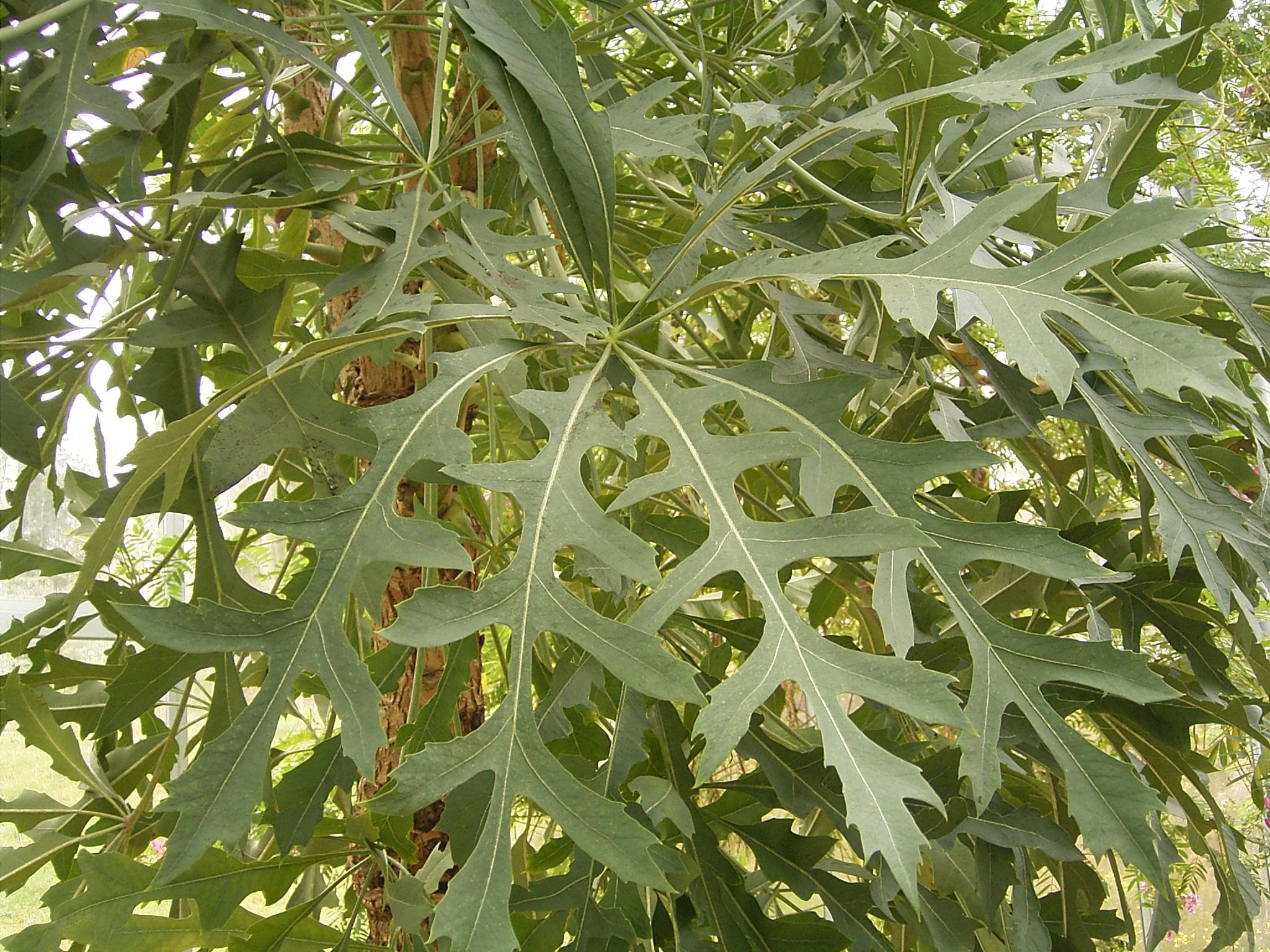
Detalle de las hojas

Cussonia paniculata es un arbusto grande o árbol pequeño de la familia Araliaceae, nativo de Sudáfrica.

## Descripción
Alcanza como máximo 5 m de altura. El tallo es grueso y rechoncho con corteza de color gris. Las raíces también son gruesas e hinchadas. Las nuevas son de color verde brillante pero se hacen azules debido a las gruesas capas de cera que la protegen contra las heladas severas. Las hojas brotan en lo alto del tallo; cada una se componen de 7 a 9 y  a veces hasta 13 folíolos. Cada folíolo mide hasta 30 cm de longitud y la hoja total puede alcanzar hasta a 60 cm.

## Taxonomía
El género fue descrito por Eckl. & Zeyh. y publicado en Enumeratio Plantarum Africae Australis Extratropicae 355. 1837.
Etimología
Cussonia: nombre genérico otorgado en honor del botánico francés Pierre Cusson (1727–1783).
paniculata: epíteto latíno que significa "con panícula".

## Importancia económica y cultural

### Medicinal
La medicina tradicional le atribuye propiedades para tratar la dismenorrea. La investigación reciente estudia los usos medicinales tradicionales de Cussonia y Schefflera para tratar las infecciones, la inflamación y la malaria. Extractos de hojas de Cussonia se han mostrado activos contra algunos microorganismos.
Un estudio de 2018 ha comprobado que el extracto de las hojas reduce los niveles de β-amiloide, un péptido que contribuye a la progresión de la enfermedad de Alzheimer a través de la formación de placas amiloides tóxicas en el cerebro.

### Otros
Es cultivada con fines ornamentales. Además, la madera es suave y ligera y se utiliza para hacer bloques de frenado de los vagones. Las hojas proporcionan un buen forraje y el nombre zulú de esta planta, umsengembuzi , la designa como alimento para cabras. La gruesa raíz puede ser pelada y comida cruda como alimento o como fuente de agua.